# Ochetarcha
Ochetarcha là một chi bướm đêm thuộc phân họ Tortricinae của họ Tortricidae.

## Các loài
- Ochetarcha miraculosa (Meyrick, 1917)